# Список залізничних станцій і роз'їздів України (Ї)
Список станцій Українських залізниць
| Станція | Тип | Залізниця | Дирекція | Код ЄМР | Код Експрес-3 | Рік заснування | Населений пункт |
| ------- | --- | --------- | -------- | ------- | ------------- | -------------- | --------------- |
| Їжівці  |     | Львівська | 4        | 369649  |               |                | Їжівці          |